# Xermade
Xermade là một đô thị thuộc tỉnh Lugo trong vùng Galicia, phía bắc Tây Ban Nha. Đô thị này có diện tích là 166,27 ki-lô-mét vuông, dân số năm 2009 là 2293 người với mật độ 13,11 người/km². Đô thị này có cự ly km so với Lugo.